# Дипхольц (трасса)
«Дипхольц» — гоночная трасса аэродромного типа в Германии.
После Второй мировой войны немецкие гонщики страдали от нехватки гоночных трасс. Постоянными автодромами были лишь Хоккенхаймринг и Нюрбургринг. Одним из решений проблемы стало использование аэродромов, на взлётно-посадочных полосах которых прокладывали трассы. Такой трассой была и трасса в Дипхольце (Нижняя Саксония), организованная Петером Румпфкелем на взлётно-посадочной полосе военной авиабазы (построенной в 1930 году и используемой до сих пор).
Первая гонка была организована местным автоклубом ещё в 1968 году, а в 1972 году трасса попала в расписание Deutsche Rennsport Meisterschaft, в котором с перерывами она присутствовала до 1984 года, когда трасса вошла в календарь нового чемпионата Deutsche Tourenwagen-Meisterschaft, однако из-за проблем с шумностью в 1986—1988 годах гонки не проводились, после чего вновь возобновились и проводились до 1997 года, когда вновь построенный автодром «Ошерслебен» сменил эту трассу.
Трасса длиной 2702 метра использовала главную взлётно-посадочную полосу аэродрома, концы которой соединялись рулежными дорожками, с доворотами. Эта конфигурация дополнялась шиканами (сначала одной на главной прямой, затем всё больше, до четырёх). Движение осуществлялось против часовой стрелки. Трасса была быстрой, гонки на ней всегда пользовались популярностью, рекорд посещаемости был поставлен в 1996 году, когда пришло 87 тысяч человек. Поскольку трасса была временной, каждый год, непосредственно перед гонкой начинались обширные, но быстрые подготовительные работы — возводились трибуны, расставлялись барьеры из шин, составлявшие шиканы.